# Gustav Przeczek
Gustav Przeczek, též Gustaw Przeczek (30. května 1913 Orlová – 21. února 1974 Hradec Králové), byl spisovatel, literát a menšinový aktivista, československý politik z českých zemí polské národnosti za Komunistickou stranu Československa a poúnorový poslanec Národního shromáždění ČSR.

## Biografie
Působil jako prozaik i básník. Již v meziválečném Československu se angažoval v polských menšinových spolcích. Za druhé světové války byl aktivní v odboji a vězněn v koncentračním táboře KL Gusen I. Po návratu se opět zapojil do veřejného a kulturního života. Psal divadelní hry pro amatérské soubory a působil na škole v Třinci.
K roku 1954 se profesně uvádí jako ředitel základní školy s polským vyučovacím jazykem v Třinci. Byl nositelem vyznamenání Za zásluhy o výstavbu.

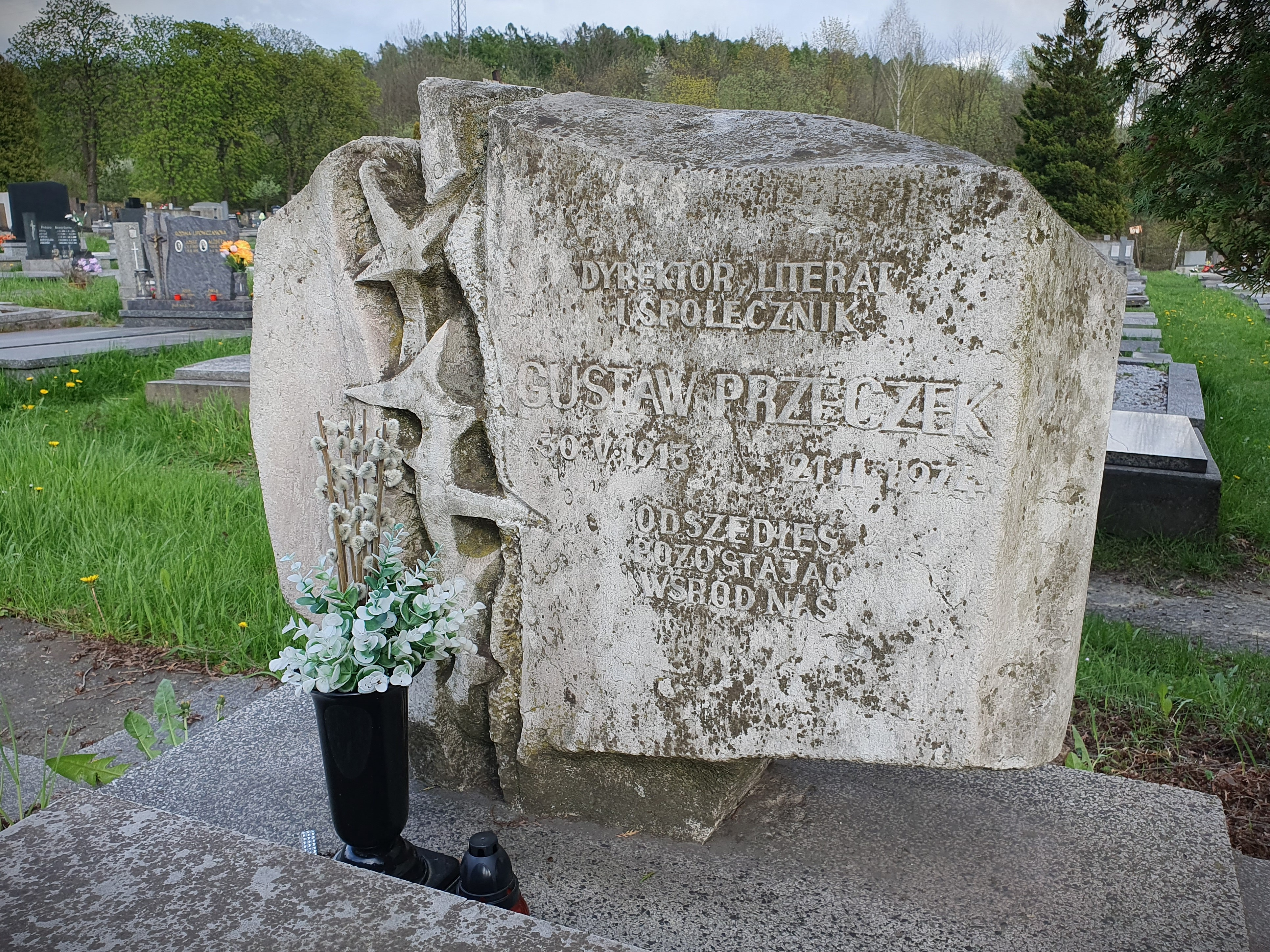
Náhrobek v Třinci (hřbitov na Folwarku)

Ve volbách roku 1954 byl zvolen za KSČ do Národního shromáždění ve volebním obvodu Český Těšín-Jablunkov. V parlamentu setrval až do konce funkčního období, tedy do voleb roku 1960.